# イグアナ科
イグアナ科（イグアナか、Iguanidae）は、爬虫綱有鱗目に属する科。別名タテガミトカゲ科。模式属はグリーンイグアナ属。近年は下位の亜科を独立した科とすることが多く、旧分類の「イグアナ科」の範囲は新分類の両面歯類（Pleurodonta）に相当する。

## 分布
北アメリカ大陸、南アメリカ大陸、西インド諸島、エクアドル（ガラパゴス諸島）、フィジー、マダガスカル
日本にはイグアナ科は本来分布していないが小笠原諸島にグリーンアノールが帰化している。

## 形態
最大では全長200cm近くにも達するが、全長数cmの種もいる等、全長には差がある。
収斂進化により同じような環境に生息し近縁であるアガマ科やカメレオン科の構成種に類似した形態を持つ種もいる。

## 生態
砂漠から熱帯雨林まで様々な環境に生息する。地上棲や樹上棲等様々な環境に適応し、最たるものではウミイグアナのように食料の乏しい海洋の島で潜水能力を身につけ海藻を食べるようになった種もいる。
食性も種により異なるが、大型種ではグリーンイグアナのように植物食の種が多い。
繁殖形態は卵生の種と卵胎生の種がいる。

## 分類
8亜科に分かれるとされたが最新分類ではそれぞれを独立した科とする。ヨウガントカゲ科をさらに複数の科に分ける説もある。

### バシリスク亜科/バシリスク科Corytophaninae/Corytophanidae
- バシリスク属 Basiliscus
- ヘルメットイグアナ属 Corytophanes
- カンムリトカゲ属 Laemanctus

### クビワトカゲ亜科/クビワトカゲ科Crotaphytinae/Crotaphytidae
- クビワトカゲ属 Crotaphytus - クビワトカゲ
- ヒョウトカゲ属 Gambelia

### モリイグアナ亜科/モリイグアナ科Hoplocercinae/Hoplocercidae
- Enyalioides
- Hoplocercus
  - Hoplocercus spinosus
- Morunasaurus

### イグアナ亜科/イグアナ科Iguaninae/Iguanidae
- ウミイグアナ属　Amblyrhynchus
  - Amblyrhynchus cristatus　ウミイグアナ　Marine iguana
- フィジーイグアナ属　Brachylophus
- オカイグアナ属　Conolophus - ガラパゴスリクイグアナ、バリントンリクイグアナ、ガラパゴスピンクイグアナ
- トゲオイグアナ属　Ctenosaura
- ツチイグアナ属（イワイグアナ属）　Cyclura - サイイグアナ、ジャマイカツチイグアナ
- サバクイグアナ属　Dipsosaurus　
  - Dipsosaurus dorsalis　サバクイグアナ　Desert iguana
- グリーンイグアナ属（イグアナ属）　Iguana - グリーンイグアナ
- チャクワラ属　Sauromalus - トゲチャクワラ、キタチャクワラ

### マラガシートカゲ亜科/マラガシートカゲ科Oplurinae/Opluridae
- ハユルミトカゲ属 Chalarodon
  - Chalarodon madagascariensis　ハユルミトカゲ
- ブキオトカゲ属　Oplurus

### ツノトカゲ亜科/ツノトカゲ科Phrynosomatinae/Phrynosomatidae
- Callisaurus - シマオトカゲ
- Cophosaurus - ミミナシトカゲ
- Holbrookia
- イワバトカゲ属　Petrosaurus - ウミベイワバトカゲ
- ツノトカゲ属　Phrynosoma - サバクツノトカゲ、マルオツノトカゲ
- Sceloporus
- ハリトカゲ属　Sceloporus - イワハリトカゲ、サバクハリトカゲ、マラカイトハリトカゲ
- Uma
- Urosaurus
- ユタトカゲ属 Uta - ワキモンユタトカゲ

### アノールトカゲ亜科/アノールトカゲ科Polychrotinae/Polychrotidae
- アノールトカゲ属　Anolis - グリーンアノール
- カメレオンモドキ属　Chamaeleolis - フトヒゲカメレオンモドキ
- Norops - ブラウンアノール
- Phenacosaurus
- ハガクレトカゲ属　Polychrus - ノギハラハガクレトカゲ

### ヨウガントカゲ亜科/ヨウガントカゲ科Tropidurinae/Tropiduridae
- Ctenoblepharys
- ゼンマイトカゲ属　Leiocephalus - マスクゼンマイトカゲ
- ヤマイグアナ属 Liolaemus
- Microlophus
- Phymaturus
- Plesiomicrolophus
- Plica - アゲマキプリカトカゲ
- Tropidurus
- Uracentron
- マユダカトカゲ属 Uranoscodon
  - Uranoscodon superciliosus　マユダカトカゲ

## 人間との関係
グリーンイグアナ、ツギオトゲオイグアナ等の大型種を食用とする地域もある。特にグリーンイグアナは食用に養殖されている。
ペットとして飼育されることもあり、日本にも輸入されている。グリーンアノールとブラウンアノールは外来生物法の特定外来生物に指定されている。近縁種としてアノールトカゲ属とNorops属が未判定外来生物に指定され、事実上輸入はなくなっている。